# Innokentij (Vasiljev)
Innokentij (světským jménem: Valerij Fjodorovič Vasiljev; * 9. října 1947, Staraja Russa) je ruský duchovní Ruské pravoslavné církve, arcibiskup a metropolita vilniuský a litevský.

## Život
Narodil se 9. října 1947 ve Staré Russi.
Po skončení střední školy sloužil v řadách Sovětské armády. Roku 1969 nastoupil na Státní institut mezinárodních vztahů v Moskvě, který dokončil roku 1975.
V květnu 1981 byl rukopoložen na diákona a v srpnu na jereje. Světitelem byl arcibiskup kurský a bělgorodský Chrizostom (Martiškin).
Od listopadu 1981 sloužil v chrámu svatého Mikuláše v sídle Michajlovka Kurské oblasti.
Od května 1982 do března 1985 byl vedoucím kanceláře eparchiální správy a poté jejím sekretářem.
Roku 1985 přešel do kléru irkutské eparchie. Stal se duchovním a později představeným chrámů Narození Krista v Chabarovsku. Současně byl blagočinným Chabarovského okruhu. Od roku 1988 působil jako představený chrámu Vzkříšení Krista v Čitě a blagočinný Čitského okruhu.
Roku 1989 dokončil dálkové studium na Moskevském duchovním semináři. V říjnu 1990 se stal sekretářem Oděského duchovního semináře a 19. března 1991 byl jmenován jeho inspektorem.
Dne 15. ledna 1992 byl v Trojickosergijevské lávře postřižen na monacha se jménem Innokentij.
Roku 1992 jej Svatý synod zvolil biskupem chabarovským a blagověščenským. Dne 19. ledna 1992 byl povýšen na archimandritu.
Dne 26. ledna 1992 proběhla jeho biskupská chirotonie. Světiteli byli patriarcha moskevský Alexij II., metropolita krutický a kolomenský Juvenalij (Pojarkov), metropolita rostovský a novočerkasský Volodymyr (Sabodan), metropolita smolenský a kaliningradský Kirill (Gunďajev), arcibiskup vilniuský a litevský Chrizostom (Martiškin), arcibiskup chersonésoský Valentin (Miščuk), arcibiskup solněčnogorský Sergij (Fomin), biskup irkutský a čitský Vadim (Lazebnyj), biskup istrijský Arsenij (Jepifanov) a biskup podolský Viktor (Pjankov).
Dne 18. července 1995 byl ustanoven biskupem dmitrovským, vikářem moskevské eparchie a zástupcem předsedy Oddělení vnějších církevních vztahů Moskevského patriarchátu.
Od 11. října 1996 byl biskupem biskupem čitským a zabajkalským, kterým byl do 5. října 1999 kdy se stal biskupem chersonésoským.
Dne 25. února 2002 byl povýšen na arcibiskupa.
Od května 2006 do 27. prosince 2007 sloužil jako dočasný správce surožské eparchie.
Dne 24. prosince 2010 ho Svatý synod ustanovil arcibiskupem vilniuským a litevským.
Dne 7. června 2012 byl potvrzen ve funkci představeného monastýru Ducha svatého ve Vilniusu.
Dne 20. listopadu 2016 byl v chrámu Krista Spasitele v Moskvě povýšen na metropolitu.